# Загряжский, Григорий Алексеевич Саврас
Григорий Алексеевич Загряжский Саврас — русский воевода и дворянин московский во времена правления Михаила Фёдоровича.
Из дворянского рода Загряжских. Младший сын воеводы Алексея Фёдоровича Загряжского. Имел братьев Фёдора и Петра Алексеевичей.

## Биография
Впервые был упомянут (15 апреля 1604), когда получает из четверти жалование за отца.
В 1615 году — объезжий голова в Москве у Арбатских и Чертольских ворот в чине московского дворянина. В 1616—1617 гг. — воевода в Большом полку в Туле и в Боровске. В 1620—1621 гг. — второй воевода в передовом полку на Дедилове «для обереганья от крымских и нагайских людей»; по вестям, он должен был идти в сход на Тулу в большой полк к князю Василию Семёновичу Куракину; местничал с С. И. Меньшим-Волынским, который победил (1620).
В 1623 году был у сыскного дела в Юрьевце-Повольском; перед ним там был Степан Михайлович Юшков, и у них возникло местничество; чем оно окончилось, неизвестно. Также, в этом же году местничал с Иваном Кузьмичом Бегичевым, который пытался его «утянуть» новгородским происхождением.
Присутствовал на свадьбе царевича Михаила Кайбуловича (1623). В 1625 году присутствовал при встрече персидского посла. В 1623—1628 гг. неоднократно обедал за царским столом. В 1629 году переписывал и межевал земли Московского уезда.
В 1629—1631 гг. был товарищем воеводы в Тобольске (первым воеводой был князь Алексей Никитич Трубецкой). Одновременно с назначением Загряжского в Тобольск были назначены туда и письменные головы: Лукьян Башмаков и Дмитрий Обрезков; воеводой остался по-прежнему князь Трубецкой. Лукьян Башмаков бил челом государю на Загряжского в «отечестве», что ему «в письменных головах быть за Григорьевым воеводством Загрязского невместно; что они люди родословные, а Загрязские де люди не родословные, а причитаются они, Башмаковы, к Воронцовым-Вельяминовым одного роду». Загряжские, в свою очередь, стали бить челом, что «они Башмаковы — Смольяня, земцы, и их-де тем бесчестят». Загряжские одержали верх: Башмакову велено было быть в Тобольске в головах.
В бытность в Тобольске Загряжскому приходилось помогать князю Трубецкому в мероприятиях относительно поимки беглых служилых людей и пашенных крестьян, в распоряжениях по случаю измены тарских юртовских и волостных татар и кочевья калмыков близ Тары, и в собирании сведений о причинах значительной недоимки ясака с ясачных людей Тарского уезда.
В конце января 1632 года в Москву приехали наёмные немцы, и государь велел им корм давать, а собирать с четверти со всех уездов: Загряжскому, Ивану Дмитриевичу Есипову и дьякам Бормосову и Евсевьеву; вследствие болезни Есипова взамен него назначен был Иван Нелюбов Огарёв, который счел невместным служить ниже Загряжского и подал челобитную. Челобитье Огарева на Загряжскаго в «отечестве» о суде не было однако принято государем, и Огареву пришлось остаться в товарищах у Загряжского (см. Приказ немецких кормов).
Сидел в приказе Хлебного дворца (1632—1633). Летом 1632 года государь указал, кому быть на службе под Смоленском. Во главе войска были поставлены: боярин Михаил Борисович Шеин и окольничий Артемон Васильевич Измайлов; у немецких хлебных и мясных запасов были оставлены: Загряжский и все вышепоименованные лица, но Загряжский бил челом государю в «отечестве» на окольничего А. В. Измайлова. По указу царя думный дьяк Гавренев сказал Загряжскому, что если он не будет у кормов, то его посадят в тюрьму. «И после того Григорий Загряжский у государева дела у кормов сидеть не почал». Измайлов в свою очередь тоже подал челобитную, и Загряжский отсидел три дня в тюрьме.
Постригся в монахи в 1634 году.
Имел сына Максима Григорьевича — стряпчий (1636), стольник (1640—1671), служил у Государева стола при приёме польских послов (12 ноября 1671).